# Nuotando in un Pesce Bowl
Nuotando in un Pesce Bowl è un album dei Mariposa pubblicato nel 2004.

## Il disco
Si tratta di un disco strumentale registrato nel 2001 e composto da 5 brani, in cui vengono "trasfigurati" altrettanti brani del repertorio antico napoletano. Mischia diversi generi: ambient, elettronica, acustica e improvvisazione.
Da questo disco è stato tratto il remix elettronico Metamorfosi di canzoni napoletane.

## Tracce
1. The guarracino iette for C – 9:49
2. Palumme vazoompa and fly – 4:38
3. The mierulo lucky – 7:13
4. Palomma by night – 5:35
5. Cece, the lil' – 11:58